# NGC 6500
NGC 6500 é uma galáxia espiral (Sab) localizada na direcção da constelação de Hercules. Possui uma declinação de +18° 20' 20" e uma ascensão recta de 17 horas, 55 minutos e 59,7 segundos.
A galáxia NGC 6500 foi descoberta em 29 de Junho de 1799 por William Herschel.